# Justin Timpe

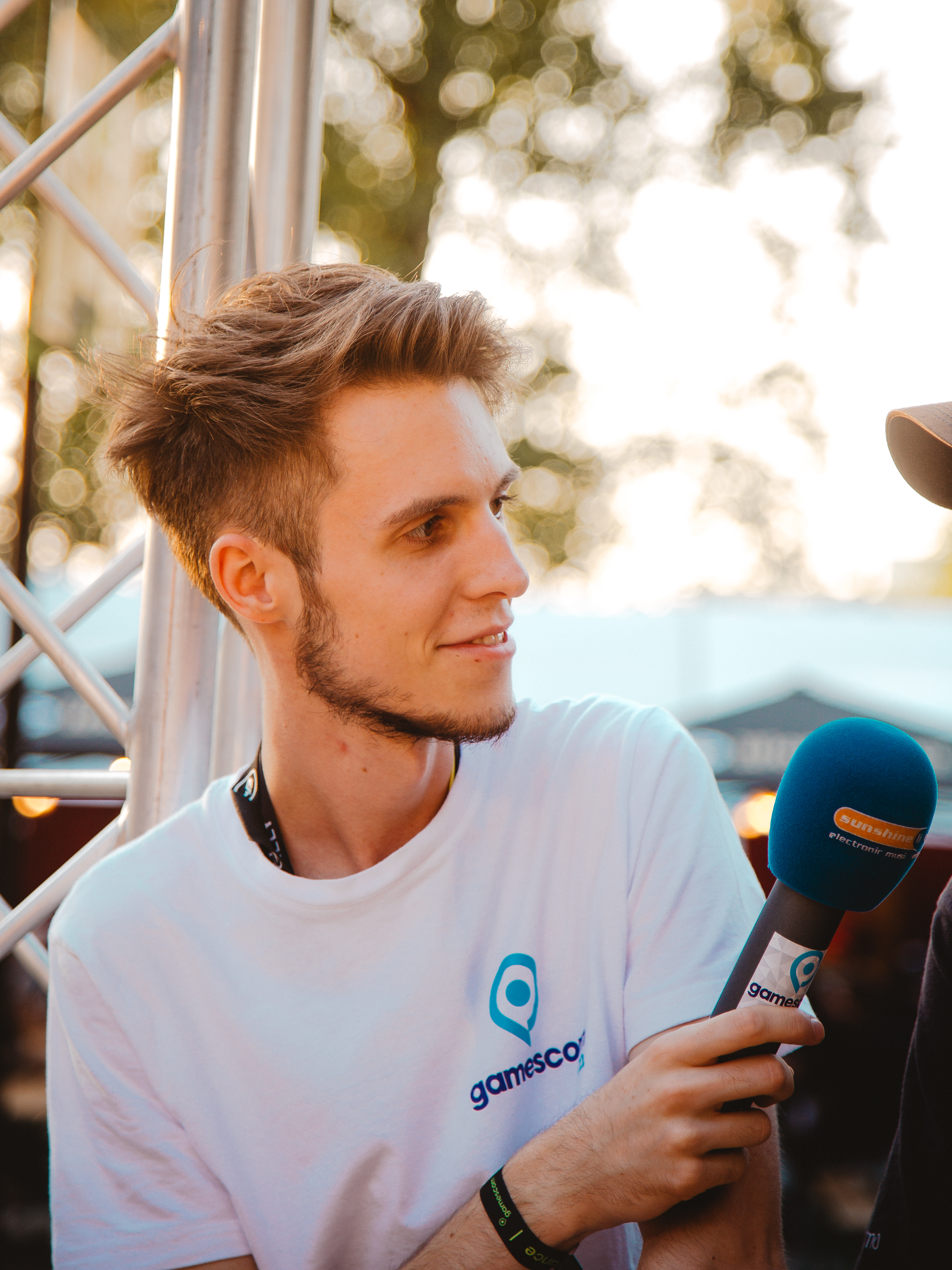
Justin Timpe (2019)

Justin Timpe (* 27. April 1994 in Dorsten) ist ein deutscher Hörfunkmoderator, Entertainer sowie Experte in den Bereichen Gaming, eSport und K-Pop. Derzeit moderiert er die öffentlich-rechtliche Radioshow Beste Musik: K-Pop beim Sender Fritz, Teil des Rundfunk Berlin-Brandenburg.

## Werdegang
Timpe erlangte an der WAM Medienakademie in Dortmund ein Diplom im Bereich „TV- und Radio-Moderation/Journalismus“. Seit 2013 ist Justin als Reporter auf der gamescom tätig. Von 2014 bis 2019 produzierte Timpe die TV- und Radiosendung "TGM - The Global Music". Ziel der Show war es, die Musikstars von morgen frühzeitig zu entdecken und zu präsentieren. Mit der Zeit folgten neben Musikthemen auch News, Interviews und Reportagen aus dem Gaming-Bereich.
Von Dezember 2016 bis August 2021 arbeitete er als Moderator und Redakteur der Morgensendung beim nationalen Radiosender Sunshine live. Von Montag bis Freitag moderierte er von 6 bis 10 Uhr die Show "BPM - Beats per Morning".
Im Gaming-Bereich liefert er zudem Beiträge zu aktuellen Spielen und produzierte im Auftrag von game e.V. das offizielle Radio der gamescom. Von Interviews über Reportagen bis hin zu Spieletests und News hat Timpe mit seinem Team von 2017 bis 2019 gamescomFM produziert und moderiert.
Im Oktober 2019 produzierte er den Gaming-Podcast "games to go". Unter dem Motto "Gaming für die Ohren" fasste er das Wichtigste zu aktuellen Spielen zusammen. Seit 2022 pausiert dieser.
Seit Mitte 2024 arbeitet er für die Morgensendung des Hörfunksenders Fritz, in Potsdam. Fritz ist ein Hörfunksender des öffentlich-rechtlichen Rundfunks Berlin-Brandenburg. 
Am 14. Oktober 2024 moderierte Justin bei Fritz die erste K-Pop Radiosendung Deutschlands. Diese läuft jeden zweiten Montag von 20 bis 22 Uhr auf Fritz und später auch on Demand in der ARD Mediathek.